# Charles Bannerman
Charles Bannerman (* 3. Juli 1851 in Woolwich, Vereinigtes Königreich; † 20. August 1930 in Sydney, Australien) war ein australischer Cricketspieler, der zwischen 1877 und 1879 für die australische Nationalmannschaft spielte.

## Kindheit
Geboren in England, zog seine Familie, als er zwei Jahre alt war, nach Australien. Sein Vater arbeitete in einer Münzanstalt in Sydney, dessen Vorarbeiter als Roundarm-Bowler Cricket spielte. Sein Bruder Aleck Bannerman spielte später ebenfalls Cricket für Australien. Auch Charles arbeitete zunächst in der Münzanstalt, fiel jedoch mit den Vorgesetzten aus und verlor mit 19 Jahren seine Arbeit.

## Aktive Karriere
Bannerman gab sein First-Class-Debüt für New South Wales in der Saison 1870/71 gegen Victoria. Als England in der Saison 1876/77 nach Australien kam, nahm er an dem Spiel teil, dass später als erster Test klassifiziert wurde. Dabei war er der erste Batter des Spiels und konnte als solcher mit 165* Runs das erste Test-Century der Geschichte erzielen. Er nahm auch am zweiten Test teil, konnte jedoch dort nicht herausragen. In der Saison 1878 reiste er nach England, wobei jedoch kein Test absolviert wurde. Er erzielte auf der Tour insgesamt 723 Runs. Es sollte sein letzter Besuch in England sein, da er auf Grund einer Erkrankung nicht mehr touren konnte. Es ist umstritten, was diese Krankheit war, jedoch lag die Vermutung nahe, dass Alkoholkonsum und Wetten einen Einfluss darauf hatten. Er spielte noch einen weiteren Test, als England in der Saison 1878/79 nach Australien kam. Er spielte weiter für New South Wales und bestritt dann in der Saison 1887/88, jedoch waren seine letzten Jahre weit davon entfernt so erfolgreich zu sein wie seine frühen.

## Nach der aktiven Karriere
Bannerman hatte als professioneller Cricketspieler, auch wenn es dieses zu diesem Zeitpunkt noch nicht als etabliertes Berufsbild gab, eine hohe Abhängigkeit von seinem Spiel, so dass er unter Geldsorgen litt. Er übernahm Arbeiten im Umfeld von Cricket und war so unter anderem lange Zeit als Umpire aktiv. Auch arbeitete er als Coach in Sydney, Melbourne und Neuseeland. Seine Frau starb in 1895 und Bannerman heiratete seine Geliebte. Zwei Benefit-Spiele zu seinen Ehren in 1899 und 1922 halfen ihm finanziell. Er starb im Jahr 1931 in Sydney im Alter von 80 Jahren.